# Ибрагимов, Адлан Усамович
Адлан Усамович Ибрагимов (род. 2 февраля 1989) — российский борец вольного стиля, боец смешанных единоборств, бронзовый призёр чемпионатов России по вольной борьбе, мастер спорта России. Член сборной команды страны с 2015 года. Обладатель Кубка мира по вольной борьбе 2016 года в командном зачёте. Победитель Grand-Prix Berkut (2019) в тяжёлом весе. Действующий чемпион ACA в полутяжёлом весе и чемпион гран-при АСА в полутяжёлом весе (2024).

## Спортивные результаты

### Смешанные единоборства
- Grand-Prix ACA (2024) в полутяжелом весе —
- Grand-Prix Berkut (2019) в тяжёлом весе —

### Вольная борьба
- Кубок мира по вольной борьбе (2016) — ;
- Гран-При Иван Ярыгин 2016 года — ;
- Чемпионат России по вольной борьбе 2017 года — ;
- Чемпионат России по вольной борьбе 2015 года — .

## Статистика ММА
| Результат | Рекорд | Соперник        | Способ                                    | Турнир                                                     | Дата            | Раунд | Время | Место               | Примечание                              |  |
| --------- | ------ | --------------- | ----------------------------------------- | ---------------------------------------------------------- | --------------- | ----- | ----- | ------------------- | --------------------------------------- |  |
| Победа    | 9-2    | Фаридун Одилов  | Сабмишном (удушение сзади)                | ACA 182: Одилов - Ибрагимов                                | 15 декабря 2024 | 4     | 2:28  | Москва, Россия      |                                         |  |
| Победа    | 8-2    | Леонардо Сильва | Решением (единогласным)                   | ACA 172: Есенгулов - Вагаев                                | 9 марта 2024    | 5     | 5:00  | Москва, Россия      |                                         |  |
| Победа    | 7-2    | Евнений Ерохин  | Решением (единогласным)                   | ACA 152: Букуев - Гаджиев                                  | 25 февраля 2023 | 3     | 5:00  | Грозный, Россия     |                                         |  |
| Поражение | 6-2    | Леонардо Сильва | Техничкским нокаутом (удары локтями)      | ACA 144: Немчинов - Дипчиков                               | 9 сентября 2022 | 2     | 1:07  | Минск, Белоруссия   | Дебют в полутяжёлом весе в лиге АСА     |  |
| Победа    | 6-1    | Карлос Эдуардо  | Техническим нокаутом (остановка доктором) | ACA 135: Гасанов - Джанаев                                 | 28 января 2022  | 1     | 5:00  | Грозный, Россия     |                                         |  |
| Победа    | 5-1    | Владимир Федин  | Сабмишном (удушение ручным треугольником) | ACA 119: Фролов - Карлос да Сильва                         | 12 марта 2021   | 1     | 2:28  | Краснодар, Россия   |                                         |  |
| Поражение | 4-1    | Илья Щеглов     | Решением                                  | ACA 110: Багов - Абдулаев                                  | 5 сентября 2020 | 3     | 5:00  | Москва, Россия      | Дебют в полутяжёлом весе в лиге АСА     |  |
| Победа    | 4-0    | Мурат Гугов     | Решением (единогласным)                   | BYE 8 Grand-Prix Berkut Finals                             | 23 марта 2019   | 5     | 5:00  | Грозный, Россия     | Финал Grand-Prix Berkut в тяжёлом весе. |  |
| Победа    | 3-0    | Исмаил Сагов    | Сабмишном (удушение)                      | BYE 7 2018 Berkut Young Eagles Grand Prix Semifinals       | 22 декабря 2018 | 3     | 1:52  | Толстой-Юрт, Россия |                                         |  |
| Победа    | 2-0    | Эмин Эргашев    | Решением (единогласным)                   | BYE 6 2018 Berkut Young Eagles Grand Prix: Quarterfinals 2 | 27 октября 2018 | 3     | 5:00  | Толстой-Юрт, Россия |                                         |  |
| Победа    | 1-0    | Эдис Бесич      | Техническим нокаутом (удары)              | BYE 4 2018 Berkut Young Eagles Grand Prix: Opening Round 4 | 29 апреля 2018  | 1     | 4:33  | Толстой-Юрт, Россия | Дебют в проф. ММА в тяжёлом весе.       |  |